# کیت (نام کوچک)
کیت نام کوچک افراد زیر است:
- کیت باند
- کیت کارسون
- کیت پدلر
- کیت هرینگتون
- کیت بلانشت
- کیت ماس
- کیت وینسلت
- کیت مور
- کیت مارکگرف